# SMS.ac
SMS.ac est le site Internet d'une entreprise américaine de communications via les téléphones portables (par les SMS et MMS), et est sise à San Diego (Californie). L'actuel directeur et chef du secteur exécutif se nomme Michael C. Pousti. 
Cette entreprise avance qu'elle dispose sur le site de plus de 40 millions d'utilisateurs de portables venant de plus de 180 pays, et qu'elle peut passer par plus de 400 opérateurs mobiles dans le monde entier. Elle dit chercher à obtenir un site ayant une forme de « réseau social », et dit offrir par la même occasion des SMS gratuits.

## Services
Le site SMS.ac cherche à être une sorte de communauté pour utilisateurs de téléphones portables. Les utilisateurs de leur service peuvent en fait envoyer aussi bien des messages multimédia (MMS) que des textes seuls (SMS) à n'importe quel portable, en utilisant soit leur téléphone portable, soit Internet. D'autres fonctions sont offertes, comme par exemple le téléversement d'images par tout utilisateur. En août 2005 a été lancée sur le site une « déclaration des droits du consommateur pour les utilisateurs de mobiles ». Le journal The Edge Malaysia du 23 mai 2005 a écrit que « c'est un site privé dont les utilisateurs peuvent envoyer gratuitement des SMS, et avec lesquels le récepteur obtient des publicités accompagnant le message. »
En 2007, la société a lancé la marque FanBox, devenue empowr en 2016.

## Controverse
On reproche à ce service qu'une technologie est utilisée avec une tentative de capturer de nouveaux membres par du pourriel. En effet les contacts par Hotmail de chacun des nouveaux membres à SMS.ac reçoivent un courriel d'inscription, sans que quoi que ce soit n'ait été demandé à ces nouveaux inscrits. Lors du lancement de l'enregistrement volontaire au service SMS.ac l'utilisateur est invité à se connecter par l'intermédiaire de son compte créé sur Hotmail, tout cela étant fait en dehors du site géré par Microsoft, prétendument pour de « meilleurs résultats » (dixit SMS.ac).
En acceptant le contrat pour ce service, le client a l'impression d'en être juste à importer le carnet d'adresses pour un service en ligne de courriel (tel que Gmail, Yahoo!, ou Hotmail). SMS.ac dit laisser le choix entre inviter à joindre le service « tous, certains, ou aucun de la liste des contacts », mais beaucoup jugent que ce processus est assez embrouillant et piégeur. Cela particulièrement parce que l'utilisateur est poussé à entrer le mot de passe en plus de son nom d'utilisateur (une adresse électronique) avant d'avoir terminé de compléter le procédé d'enregistrement. Du coup quasiment tous les nouveaux utilisateurs sont dupés par l'apparence du site et l'ambigüité des expressions utilisées.

## Méthode apparente
De plus, une base de données semble traiter les coordonnées fournies par la personne et/ou appartenant à son profil, de manière à obtenir une chance supplémentaire d'accès au service SMS.ac ; par exemple :
- supposons que la personne Nom Prénom dispose de l'adresse Alias@hotmail.com
- après réception d'un courriel, il a accepté le service SMS.ac
- son nom ainsi que son prénom sont récupérés par l'intermédiaire du profil MSN associé à Alias
- un traitement inconnu sera lancé du côté de la base de données de SMS.ac
- des courriels seront alors créés et envoyés aux adresses de format NomPrénom@[nom d'un site gérant le courriel]

Une fois que le nouvel utilisateur a signé en rapport avec la liste de contacts, on lui dit que SMS.ac enverra des courriels aux contacts présents dans le carnet d'adresses, jusqu'à ce qu'ils quittent SMS.ac ou jusqu'à ce qu'ils acceptent d'y participer. Dans les deux cas chacun des contacts reçoit un courriel de même type que celui reçu par le nouvel inscrit. Tout cela a produit une réaction négative de la part de celles et ceux qui n'ont jamais signé pour le service même, et qui en complément ont quand même reçu un message d'apparence trompeuse (le nom du nouvel inscrit est placé dans l'adresse du message, ainsi que le nom du domaine de SMS.ac : « PrénomNom@invitation.sms.ac »).

## Quelques détails
Un ancien employé de SMS.ac a affirmé que quand des personnes deviennent membres, elles sont ajoutées automatiquement à plusieurs groupes de discussion, et que les comptes des portables des membres sont chargés d'honoraires lors de l'envoi de SMS au numéro enregistré. Il a également été affirmé que des messages sont produits par SMS.ac lui-même, qui les crée de façon qu'ils semblent venir de personnes physiques utilisant réellement le service. En mars 2005 le journal belge De Standaard a signalé que le service prétendument « libre » de SMS était au bout d'un certain temps un coût supplémentaire de 0,25 € (euro) par message (pour un déblocage de message).
L'entreprise a signalé à quelques blogueurs de s'abstenir d'employer le terme « spam » lors de toute référence au service fourni par SMS.ac, mais finalement l'effet inverse a été obtenu. De plus, plusieurs utilisateurs ont indiqué que réussir à supprimer son adhésion à SMS.ac est difficile et très peu intuitif.
Néanmoins la procédure de suppression de compte est indiquée sur le site sms.ac dans la partie « Aide » puis « Annulation de ton service » puis « comment annuler mon compte? » de la manière suivante (avec les fautes de grammaire d'origine) :
« Pour supprimer ton compte, suis les étapes ci-dessous :
- Sélectionne « "Mon compte » dans le menu déroulant du coin supérieur droit de ta page de profil
- Clique sur le lien supprimer du champ « État du compte »
- Confirme la suppression de ton compte
Note que tu devras répéter ce processus pour chaque identifiant utilisateur unique que tu as enregistré sur SMS.ac. »